# Willem Jan van Dedem
Mr. Willem Jan baron van Dedem, heer van de Rollecate (Zwolle, 18 maart 1776 - Nieuwleusen (Den Hulst, Huis Rollecate), 21 november 1851) was een landeigenaar die verantwoordelijk was voor de vervening van grote delen van Noord-Oost Overijssel en Zuid-Oost Drenthe. Hij was lid van het geslacht Van Dedem.
In de 16e eeuw was turf de belangrijkste brandstof. Om die reden werden grote veengebieden ontgraven of weg gebaggerd. In Friesland ging dit vrij eenvoudig vanwege de bestaande infrastructuur. Elders in Nederland moesten speciaal waterwegen worden aangelegd. In Noord-Overijssel gebeurde dit onder toezien van Van Dedem. Op 9 juli 1809 werd met het graven van een kanaal begonnen dat vernoemd werd naar de stichter ervan: de Dedemsvaart. Het centrum van de turfwinning werd een dorp dat tevens naar Van Dedem genoemd wordt: Dedemsvaart.
Van Dedem was vanaf 1811 president van de rechtbank van eerste aanleg van Zwolle, en daarnaast directeur belastingen in Overijssel.
Van Dedem was gehuwd met Judith van Marle (1782-1842) uit welk huwelijk vier kinderen werden geboren. Hij is begraven op de begraafplaats De Mulderij, net buiten het dorp Dedemsvaart. Het opvallende graf ligt centraal op de begraafplaats onder een grote treurbeuk. In het dorp staat een gietijzeren neoclassicistische gedenknaald ter nagedachtenis aan Van Dedem.